# Паде, Эльза Мария
Эльза Мария Паде (дат. Else Marie Pade; род. 2 декабря 1924, Орхус, Дания — 18 января 2016, Гентофте, Дания) — датский композитор.
Паде родилась в Орхусе, получила образование пианистки в Королевской датской музыкальной консерватории в Копенгагене. Она изучала композицию у Вагна Хольмбоэ, позже — у Яна Маэгора, благодаря которому овладела технике додекафонии. В 1954 году она стала первым датским композитором электронной и конкретной музыки (Бруланд, 2001). Она была знакома и работала с Пьером Шеффером и Карлхайнцем Штокхаузеном.
Паде была участницей движения сопротивления во время Второй мировой войны.

## Биография
В детстве Эльза Мария Паде часто была прикованной к постели из-за пиелонефрита. Она слушала окружающий мир и создавала «звуковые картины». Эти звуки стали основой ее будущих музыкальных произведений.
Первые музыкальные уроки Эльзе давала мать, которая научила ее играть на фортепиано, и также мамина учительница музыки. Позже Эльза начала посещать музыкальную школу в Орхусе, директор которой, Эдуард Мюллер, увидел в девочке талант и пригласил ее учиться несмотря на то, что родители не могли оплатить обучение. В музыкальной школе 12-летняя Эльза познакомилась с джазом. Она одолжила у друга переносной граммофон и услышала New Orleans jazz.
Когда ей было 16, она присоединилась к джаз-бэнду The Blue Star Band, который играл на школьных праздниках. У ударника данной группы был брат, который изучал музыку в университете и брал уроки фортепиано у Карин Бриг, преподавателя консерватории. Он сказал Эльзе, что лучше забыть о джазе и брать уроки фортепиано у Бриг, что она и сделала (бак, 2008, 20). Также благодаря Бриг она пришла в датское движение сопротивления: однажды Эльзе пришлось бежать от немецкого солдата, который бросился за ней в центре Орхуса, она убежала в Клинтегорден, где жила Бриг, и вместе с ней присоединилась к женской группы сопротивления.

## Сопротивление и заключение
Паде начала распространять нелегальные газеты после 20 августа 1943 года. В 1944 году прошла тренировки по использованию оружия и взрывчатки. Она присоединилась к женской группе подрывников, которые выявляли телефонные линии, чтобы взорвать их, когда вмешаются британцы, чтобы немцы не смогли воспользоваться телефонной сетью. Однако первоначальный план был отменен после нормандской высадки (Вифф, 2003).
13 сентября 1944 года Эльза Мария Паде была арестована гестапо. Проснувшись в камере после допроса, она написала свою первую песню «Ты и я, и звезды», которую выцарапала на стене. Её отправили в лагерь Фрослевлейрен, где она начала сочинять музыку. В лагере узники пели, чтобы поддержать свой дух, и среди песен были произведения Паде и другие песни в аранжировке Бриг. По случаю 60-летия освобождения эти произведения были изданы на CD под названием Songs in the Darkness: Music Frøslevlejren 1944-45.

## Творчество
После войны Эльза Мария Паде училась в музыкальной консерватории на пианиста, однако из-за последствий заточения в Фрослевлейрене не смогла продолжать карьеру певицы и стала композитором.
В 1952 году она услышала программу по датскому радио про конкретную музыку и ее создателя Пьера Шеффера, которые напомнили ей о детстве. Будучи с семьей во Франции, она связалась с французским радио RTF и Шеффером, побывав на его семинаре. Того же года она прочитала его работу À la Recherche d’une musique concrete (По следам конкретной музыки).
Вернувшись домой, она основала студию электронного звука, которая работала и как научно-исследовательская лаборатория, и как центр звукового дизайна — записанная на студии музыка предназначалась для озвучивания радиопрограмм.
Паде продолжала писать музыку, однако была известной немногим, вплоть до издания ее произведений на CD дисках в 2000-х годах. О ней снят документальный фильм Lyd på Liv (2006).

### «День в Баккене»
Вдохновившись работой Пьера Шеффера, Эльза создала то, что стало первым сочинением конкретной и электронной музыки в Дании: «День в Баккене». Впоследствии она согласилась написать фоновую музыку для новой телепередачи на основе этого произведения.

### «Symphonie magnétophnique»
Это произведение конкретной музыки, которое описывает повседневную жизнь в Копенгагене: утро, что начинается привычными делами, дорога на работу в офис и на фабрику, далее дорога домой из школы или с работы и домашние дела вечером, и так заканчивается день, чтобы потом начался новый.

### «Семь кругов»
Сочинение Эльза написала после посещения планетария на Всемирной выставке 1958 года в Брюсселе. Произведение описывает ночное небо, движение звезд относительно друг друга, и базируется на принципах цветов звуков Лигети, Булеза, сериализма и математической организации нот Штокгаузена. Это первое чисто электронное произведение Паде.

### «Школа в Дармштадте»
Заинтересованность новой музыкой заставила ее и многих других композиторов поехать в Дармштадт слушать лекции Штокгаузена, Лигети и Булеза. Паде участвовала в 1962, 1964, 1968 и 1972 годах. Штокхаузен использовал ее Glass Bead Game как пример в своих лекциях из электронной музыки (Бак, 2008, 26 и 28).

### Grass blade
Паде дружила с Нини Тейладе, вместе с ней и другими они создали телевизионный балет «Grass Blade», по мотивам стихотворения Эль Формана, с хореографией Тейладе.